# Merlin (Albéniz)
Merlin ist eine englischsprachige Oper in drei Akten von Isaac Albéniz (Musik) mit einem Libretto von Francis Burdett Money-Coutts. Der Text basiert frei auf Thomas Malorys mittelenglischen Prosaepos Le morte d’Arthur (veröffentlicht 1469). Die Oper entstand zwischen 1897 und 1902, wurde aber erst am 18. Dezember 1950 gekürzt in spanischer Sprache im Cine-Teatro Tívoli in Barcelona szenisch uraufgeführt.

## Handlung

### Erster Akt
Vor der Ostseite der St Paul’s Cathedral in London; Weihnachten vor Sonnenaufgang
In der erleuchteten Kirche singen Mönche das Veni redemptor gentium. Neben der Kirchenmauer befindet sich ein Marmorblock mit einem juwelenbesetztes Schwert, an dem eine Schriftrolle hängt. Der Zauberer Merlin wartet auf die englischen Lords und Ritter, die nach der Messe den neuen König wählen wollen. Merlin wünscht sich, dass die Wahl auf Arthur, den Sohn Uther Pendragons, falle. Das versklavte sarazenische Tanzmädchen Nivian erinnert Merlin an sein Versprechen, sie und die anderen Tänzerinnen freizulassen, sobald der wahre Thronerbe seine Macht erhalte. Merlin bittet sie um Geduld. Ihre magischen Tänze zwingen die Zwerge, ihm ihre Goldschätze zu überlassen. Nur so kann er Uthers falscher Stieftochter Morgan le Fay etwas entgegensetzen. Nivian zieht sich enttäuscht zurück.
Die Ritter und Edelleute kommen aus der Kirche, unter ihnen Morgan le Fay mit ihrem Sohn Mordred, König Lot von Orkney mit seinem Sohn Gawain, Arthurs vermeintlicher Vater, der Ritter Sir Ector de Maris, sowie Morgans Hauptmann Sir Pellinore. Die Mönche und der Erzbischof von Canterbury folgen ihnen singend. Merlin fordert die Lords auf, zur Wahl des Königs zu schreiten. Der Erzbischof erzählt ihnen von seiner Vision, dass derjenige zum König berufen sei, der das mystische Schwert Excalibur aus dem Steinamboss ziehe. Jedoch scheitern sowohl Gawain als auch Mordred kläglich an dieser Aufgabe. Merlin fordert Pellinore und Ector auf, gut auf das Schwert achtzugeben. Die anderen gehen zurück in die Kirche, und Herolde kündigen ein Turnier an.
Da nähern sich Arthur und sein vermeintlicher Bruder, Ectors Sohn Kay. Arthur stellt fest, dass er sein Schwert vergessen hat. Er erblickt das Schwert im Marmorblock und zieht es spontan heraus, ohne dessen Bedeutung zu kennen. Ector und Pellinore beobachten ihn erstaunt, und Pellinore geht in die Kirche, um die Edelleute zu holen. Während Arthur und Kay das kunstvolle Schwert bewundern, tritt Ector näher und fordert Kay auf, vor dem neuen König Arthur niederzuknien. Dieser wirft das Schwert erschrocken fort. Ector hebt es auf. Die Edelleute und Mönche kommen zurück und bilden einen Kreis um Arthur. Ector und Pellinore schwören dem neuen König auf die Bibel ihre Treue. Merlin erklärt den Anwesenden, dass Arthur nicht Ectors echter Sohn ist, sondern er selbst auf Bitten der sterbenden Königin Igraine deren neugeborenes Kind vor Ectors Tür gelegt habe. Arthur ist somit nicht nur durch das göttliche Zeichen bestätigt, sondern außerdem königlicher Herkunft. Die Menge jubiliert. Morgan allerdings ist nicht bereit, den neuen König zu akzeptieren. Es bilden sich zwei Fraktionen: auf der einen Seite Morgan, Mordred, Pellinore und ihre Anhänger, auf der anderen Arthur mit Lot und Gawain. Morgan und ihre Leute ziehen sich unter Drohungen zurück. Ector überreicht Arthur Excalibur, das dieser hoch emporhält. Die Anwesenden preisen den neuen König. Arthur kniet vor dem Erzbischof nieder und erhält dessen Segen.

### Zweiter Akt
Thronsaal in Schloss Tintagil
Während Arthur vor einem Kruzifix betet, betritt Merlin den Saal. Er berichtet dem König vom Sieg gegen die Truppen Morgans und Mordreds, warnt ihn aber vor den Verführungskünsten Gueneveres, in die sich Arthur inzwischen verliebt hat. Trompetenklänge verkünden die Ankunft der Ritter. Ector, Kay, Gawain und die anderen treten ein. Wärter führen Morgan, Mordred und Pellinore gefangen herein. Obwohl sich Morgan Arthur zu Füßen wirft und um Gnade fleht, fordert Merlin, dass ihr niemals vergeben werde. Gawain gibt Pellinore die Schuld am Tod seines im Kampf gefallenen Vaters Lot. Auch die anderen Ritter fordern Rache. Arthur allerdings zeigt Milde. Er vergibt seinen Gegnern, um den Frieden in seinem Reich wiederherzustellen. Nachdem die Gefangenen ihm auf dem Knien gedankt haben, schlägt Arthur Gawain feierlich zum Ritter. Die Edelleute preisen seinen Großmut. Alle bis auf Mordred und Morgan ziehen aus dem Saal. Diese beiden haben ihre Ansprüche noch nicht aufgegeben. Morgan bittet ihren Sohn um Geduld. Sie will durch Zauberei dafür sorgen, dass Arthur das „gefährliche Weib“ Guenevere zur Frau nimmt. Nachdem Mordred gegangen ist, bittet Morgan die „Höllenfürsten“ um Beistand gegen ihren mächtigen Gegner Merlin.
Da erscheint Nivian und fleht Morgan um Hilfe an: Merlin zwinge sie und ihre Schwestern noch immer zum Tanz, um den Zwergen ihr Gold abzunehmen. Inzwischen sehe sie sich selbst überall von Dämonen umgeben. Morgan erklärt Nivian, dass sie ihre Freiheit gewinnen könne, wenn sie Merlins Zauberstab stehle und ihn damit auf ewig in die Zwergenhöhle sperre. Den Stab könne sie allerdings nicht durch Magie, sondern nur durch weibliche List gewinnen.

### Dritter Akt
Waldlichtung mit blühenden Bäumen; an einer Seite ein großer Felsen mit einem dunklen Höhleneingang; dahinter ein See
Es ist Nachmittag im Mai, und der Chor singt ein erotisch aufgeladenes Mailied. Arthur, der schlafend unter einer Buche gelegen hatte, erhebt sich. Er hat über seine Liebe zu Guenevere nachgedacht und ist jetzt entschlossen, sie zu heiraten. Dies teilt er dem gerade eintreffenden Merlin mit und macht sich auf den Weg, bei ihrem Vater um ihre Hand anzuhalten. Merlin, der das Unheil vorhersieht, beschließt, noch einmal die Dienste Nivians in Anspruch zu nehmen. Nivian und die anderen sarazenischen Tänzerinnen locken mit ihrem Tanz die Zwerge aus der Höhle. Diese verfolgen die Mädchen, und beide Gruppen verschwinden im Wald. Es wird Nacht, der Mond geht auf, und Nebel umhüllt Merlin und Nivian, während der Gesang der Mädchen aus dem Wald schallt. Inzwischen ist unbemerkt auch Morgan eingetroffen und beobachtet zwischen den Bäumen schleichend die Szene. Nivian nähert sich tanzend dem Zauberer, der ihr gebannt zuschaut. Sie bittet ihn um ein „kleines Geschenk“ – seinen Stab. Im Vertrauen darauf, dass dieser für Nivian nur ein Stück Holz ohne magische Eigenschaften ist, gibt er ihn ihr. Nivian jedoch bringt ihn tanzend in den Wald zu Morgan. Merlin betritt die Höhle, um den Schatz der Zwerge zu holen. Morgan gibt Nivian ein Zeichen. Diese berührt mit dem Stab den Felsen, der sofort in sich zusammenfällt und den Eingang zur Höhle verschließt. Die Zwerge laufen verwirrt umher. Nivian jubelt über ihre wiedergewonnene Freiheit und verschwindet im Wald. Morgan schaut ihr im vollen Mondlicht nach.

### Fortsetzung
In der geplanten Folgeoper der Trilogie, Launcelot, wird die nun mit Arthur vermählte Königin Guenevere fälschlich bezichtigt, einen der Ritter vergiftet zu haben. Der Ritter Launcelot ist bereit, für sie zu kämpfen, um ihre Unschuld zu beweisen. Die beiden verlieben sich allmählich ineinander. Im dritten Teil, Guenevere, wird Launcelot durch einen gefälschten Brief in das Gemach der Königin gelockt, wo sie zusammen ertappt werden. Arthur erklärt Launcelot den Krieg, erkennt aber bald, das eigentlich Mordred sein Gegner ist. Es kommt zu einem Zweikampf zwischen Arthur und Mordred, in dem sich beide gegenseitig töten. Guenevere zieht sich in ein Kloster zurück. Am Schluss grübelt Launcelot über den Untergang des Rittertums nach.:58

## Gestaltung
Albéniz’ King-Arthur-Projekt ist stark von Richard Wagners Ring des Nibelungen beeinflusst. Er war bereits seit seinen Studienzeiten in den 1870er Jahren Anhänger Wagners und hatte in seine Kopie der Ring-Partitur detaillierte Anmerkungen eingetragen.:54 Auch der Librettist Coutts war mit Wagner vertraut. Sein Text ähnelt der Vorlage Thomas Malorys nur grob. Im Wesentlichen wählte er solche Elemente aus, die Parallelen in den Opern Wagners aufwiesen, beispielsweise das aus dem Felsen gezogene Schwert, den religiösen Hintergrundchor während einer politischen Handlung (analog zum Pilgerchor im Tannhäuser) oder den magisch beschützten Goldschatz.:70 Die Figur der Nivian weist deutliche Ähnlichkeiten mit dem Alberich im Rheingold auf, wie auch die Tanzmädchen an die Rheintöchter erinnern. Arthur und seine Verbündeten entsprechen den Göttern Wotan und Freia, während Morgan, Mordred und Pellinore dazu bestimmt sind, den Untergang des Reichs herbeizuführen.:71f Eine detaillierte Gegenüberstellung der Szenen zur Vorlage Malorys und der jeweiligen Parallele bei Wagner findet sich bei Haller.:76
Das Vorspiel zum ersten Akt erinnert in seiner Atmosphäre auch musikalisch an den Anfang des Rheingold. Die Instrumentierung ist höchst differenziert. Über einem Paukenwirbel erklingen zunächst ausgehaltene Töne der Kontrabässe, Hörner und des Kontrafagotts. Allmählich treten Fagott, Bassklarinette und Cello hinzu. Die Melodie erscheint in Englischhorn, Klarinette und Oboe, während die Streicher im Tremolo spielen. An einer Stelle begleitet in dreifachem Piano spielenden Posaunenchor ein Thema der tiefen Streicher, bevor das Englischhorn mit einer gespenstischen Melodie einsetzt.:56
Wie Wagner verwendet auch Albéniz Leitmotive, die er fast ausschließlich im Orchester verarbeitet. Vier der Hauptmotive gehen direkt auf den Ring zurück oder sind davon inspiriert. Sie erscheinen auch in den fertiggestellten Teilen der Folgeoper Launcelot. Auch die Stimmbehandlung, der Verzicht auf den gleichzeitigen Gesang mehrerer Figuren und der Vorrang einer verständlichen Deklamation sind typisch wagnerianisch. Das Gleiche gilt für die chromatischen Harmonien und den weitgehenden Verzicht auf voneinander abgesetzte Musiknummern.:56
In der Mitte des dritten Akts gibt es zwei Flamenco-Tänze im spanischen Stil.:6
Die Textsprache des Librettos wurde oft kritisiert. Coutts orientierte sich am altertümlichen Vokabular Malorys, verwendete aber eine Syntax, die Ende des 19. Jahrhunderts fälschlicherweise für authentisch für Malorys Zeit gehalten wurde, und die er zusätzlich in Reime fasste.:73 Ulrich Schreiber bemängelte konkret die „archaisierend daherwabernde Sprache“ und Probleme mit der Dramaturgie. Die Handlung werde durch die Tanzeinlagen und Zeremoniestücke aufgehalten. Dennoch sei die Oper „ein bemerkenswertes Beispiel für den mittel-westeuropäischen Opernstil um 1900“. Die Leitmotive werden weniger symphonisch verarbeitet als bei Wagner, sondern „in eine manchmal naiv wirkende Sequenzierungstechnik“ gezwungen.

### Orchester
Die Orchesterbesetzung der Oper enthält die folgenden Instrumente::56
- Holzbläser: Piccoloflöte, drei Flöten, zwei Oboen, Englischhorn, drei Klarinetten, Bassklarinette, drei Fagotte, Kontrafagott
- Blechbläser: vier Hörner, vier Trompeten, drei Posaunen, Bassposaune, Tuba
- Pauken, Schlagzeug: Tamtam, Kleine Trommel
- zwei Harfen
- Streicher

## Werkgeschichte
Isaac Albéniz hatte von 1890 bis 1893 seinen Wohnsitz in London. Dort schloss er einen Vertrag mit dem Unternehmer Henry Lowenfeld ab, in den im Juni 1893 auch der Bankier und Dichter Francis Burdett Money-Coutts  (1852–1923) einbezogen wurde. Für ein regelmäßiges Gehalt und sein Haus übertrug er Lowenfeld für zehn Jahre sämtliche Rechte an seiner Musik.:52f Für 800 Pfund jährlich verpflichtete er sich zudem, exklusiv Coutts’ Texte zu vertonen. Mit letzterem verband ihn auch eine persönliche Freundschaft. Aus ihrer Zusammenarbeit gingen die Opern Henry Clifford, Pepita Jiménez und Merlin hervor.:52f Der Merlin sollte den ersten Teil einer King-Arthur-Trilogie nach Thomas Malorys Sammlung Le Morte Darthur bilden. Als zweiter und dritter Teil waren die Opern Launcelot und Guenevere vorgesehen. In einem Brief vom 4. Januar 1895 schrieb Albéniz, wie wichtig ihm dieses Sujet war, mit dem er sich bereits zehn Jahre zuvor auseinandergesetzt hatte. Coutts habe, indem er Morgan le Fay zu einer der Hauptfiguren machte, genau seine damaligen Intentionen getroffen. Die Komposition des Merlin zog sich jedoch noch Jahre hin. Nachdem er sie 1898 beinahe abgeschlossen hatte, nahm er noch mehrere Überarbeitungen vor.:53f
Am 15. Januar 1897 teilte Coutts Albéniz mit, dass er das Libretto von Launcelot fertiggestellt hatte. Noch im selben Jahr wurden die Libretti aller drei King-Arthur-Opern bei John Lane in London veröffentlicht. Das Manuskript des Vorspiels zum ersten Akt des Merlin datierte Albéniz mit Oktober 1898. Sein Exemplar der Libretto-Trilogie trägt am Ende des Merlin das Datum 20. Januar 1901, und die Partitur ist mit „Barcelona 25 de Abril de 1902“ signiert.:183 Die Instrumentierung des ersten Akts blieb unvollendet. Nach Albéniz’ Tod führte auf Drängen Coutts’ der Leiter des Orchesters von Monte Carlo, León Jehin, die abschließenden Arbeiten aus.:54f 1806 erschien der Klavierauszug des Merlin bei der Édition Mutuelle. Von der zweiten Oper, Launcelot, vollendete Albéniz nur den Klavierauszug des ersten Akts. Die Orchesterpartitur von Guenevere begann er 1903, brach sie aber nach 31 Seiten ab.:56
Zu Lebzeiten des Komponisten wurde die Oper nie szenisch gespielt. Das Vorspiel zum ersten Akt wurde allerdings bereits am 14. November 1898 in Barcelona unter der Leitung von Vincent d’Indy aufgeführt und vom Publikum gut aufgenommen.:189 Eine weitere Aufführung gab es am 22. Januar 1899 im Conservatoire de Nancy zusammen mit Johann Sebastian Bachs 5. Brandenburgischen Konzert, bei dem Albéniz das Klaviersolo übernahm.:198 Seine Bemühungen, das Werk 1902 in Madrid unterzubringen,:210 scheiterten ebenso wie eine Produktion am Théâtre Royal de la Monnaie in Brüssel. In der dortigen Konzerthalle „Grand Harmonie“ wurde 1905 zumindest noch einmal das Vorspiel zum ersten Akt gespielt. Am 13. Februar 1905 kam es dort auch zu einer konzertanten Privatvorführung der gesamten Oper im Wohnhaus des Ehepaares Tassel, wobei der Komponist die Sänger selbst am Klavier begleitete.:223 Hierzu wurde das Libretto in französische Sprache übersetzt.:8
Erst lange nach Albéniz’ Tod, am 18. Dezember 1950, gab es die öffentliche Uraufführung im Cine-Teatro Tívoli in Barcelona. Gespielt wurde eine spanische Textfassung von Manuel Conde im Rahmen der traditionellen jährlichen Opernproduktionen des örtlichen Jugendfußballclubs. Die musikalische Leitung des Orquestra Clásica de Barcelona hatte José Sabatier. Dort sangen Teodoro Torné (Merlin), Jose María Nogueras (King Lot of Orkney), Jaime Carbonell (Gawain), Manuel Lobo (Mordred), Esteban Recasens (Arthur), Antonio Cantín (Sir Ector de Maris), José María Carbonell (Sir Pellinore), Manuel Conde (Kay), Santiago Such (Erzbischof von Canterbury), Teresa Fius (Morgan le Fay) und Concepción Alsina (Nivian).:269 Obwohl die lokalen Kritiker das Werk lobten, verschwand es nach der Uraufführung in der Versenkung.:60
Der spanische Dirigent und Musikwissenschaftler José de Eusebio rekonstruierte mit Hilfe der in der Biblioteca de Cataluña in Barcelona erhaltenen Teile der Partitur eine kritische Fassung, die den Intentionen des Komponisten entsprechen sollte. Diese führte er am 20. Juni 1998 konzertant in englischer Sprache im Madrider Auditorio Nacional auf. Erst jetzt erhielt die Oper die ihr gebührende Anerkennung. Kritiker wiesen auf die Atmosphäre, Farbigkeit und dramatische Kraft des Werks hin.:51/60 Wenig später entstand auch eine Schallplatteneinspielung mit Plácido Domingo in der Rolle des Arthur.
Die szenische Uraufführung der rekonstruierten Originalfassung gab es erst am 28. Mai 2003 im Teatro Real in Madrid in einer Inszenierung von John Dew, erneut unter der musikalischen Leitung von José de Eusebio. David Wilson-Johnson sang die Titelrolle, Stuart Skelton den Arthur, Éva Marton die Morgan und Carol Vaness die Nivian.
2011 wurde Eusebios Fassung (mit Strichen von Christian Baier und Roland Schwab) als deutsche Erstaufführung unter der Leitung von Heiko Mathias Förster in einer Inszenierung von Roland Schwab am Musiktheater im Revier Gelsenkirchen gespielt. Die Bühne stammte von Frank Fellmann, die Kostüme von Renée Listerdal. Die Hauptdarsteller waren Bjørn Waag (Merlin), Lars-Oliver Ruhl (Arthur), Majken Bjerno (Morgan le Fay) und Petra Schmidt (Nivian).

## Aufnahmen
- 23. Juni 1999 – José de Eusebio (Dirigent), Deutsche Staatsphilharmonie Rheinland-Pfalz, Spanish National Chorus Madrid.
 Bjørn Waag (Merlin), José Antonio García-Quijada Perez de la Serna (King Lot of Orkney), Jean Gränner (Gawain), Juan Artiles Revuelta (Mordred), Ki Chun Park (Arthur), Manuel de la Meras (Sir Pellinore), Daniel Pérez Bueno (Kay), Andrew Murphy (Erzbischof von Canterbury), Marie José Monteil (Morgan le Fay), Barbara Gilbert (Nivian).
 live, konzertant aus der Gebläsehalle Völklingen; deutsche Erstaufführung; Einrichtung und Vervollständigung von José de Eusebio; englisch.[11]:103
- 22.–29. Juli 1999 – José de Eusebio (Dirigent), Orquesta Sinfónica de Madrid, Coro Nacional de España.
 Carlos Álvarez (Merlin), Javier Roldán (King Lot of Orkney), Ángel Rodríguez (Gawain), Christopher Maltman (Mordred), Plácido Domingo (Arthur), Felipe Bou (Sir Ector de Maris), Javier Franco (Sir Pellinore), José López Ferrero (Kay), Carlos Chausson (Erzbischof von Canterbury), Jane Henschel (Morgan le Fay), Ana María Martínez (Nivian).
 Studio-Aufnahme; Einrichtung und Vervollständigung von José de Eusebio; englisch.
 Decca 467 096 2 (2 CDs).[11]:101
- 9. Juni 2003 – José de Eusebio (Dirigent), John Dew (Inszenierung), Titularorchester und Chor des Teatro Real Madrid.
 David Wilson-Johnson (Merlin), Victor Garciá Sierra (King Lot of Orkney), Ángel Rodríguez (Gawain), Ángel Ódena (Mordred), Stuart Skelton (Arthur), Juan Tomás Martínez (Sir Ector de Maris), Federico Gallar (Sir Pellinore), Eduardo Santamaria (Kay), Stephen Morscheck (Erzbischof von Canterbury), Éva Marton (Morgan le Fay), Carol Vaness (Nivian).
 Video; live aus Madrid.
 BBC Opus Arte OA0887D (1 DVD).[11]:104